# Phyllopezus
Genre
Synonymes
- Bogertia Loveridge, 1941

Phyllopezus est un genre de geckos de la famille des Phyllodactylidae.

## Répartition
Les espèces de ce genre se rencontrent en Amérique du Sud.

## Description
Ce sont des geckos nocturnes et terrestres, d'aspect plutôt trapu, avec des coloris dans les tons de beige, gris et noir.

## Liste des espèces
Selon The Reptile Database (13 février 2013) :
- Phyllopezus lutzae (Loveridge, 1941)
- Phyllopezus maranjonensis Koch, Venegas & Böhme, 2006
- Phyllopezus periosus Rodrigues, 1986
- Phyllopezus pollicaris (Spix, 1825)

## Taxinomie
Le genre Bogertia Loveridge, 1941 a été synonymisé avec le genre Phyllopezus par Gamble, Colli, Rodrigues, Werneck & Simons en 2011 .

## Publications originales
- Loveridge, 1941 : Bogertia lutzae - A new genus and species of gecko from Bahia, Brazil. Proceedings of the Biological Society of Washington, vol. 54, p. 195-196 (texte intégral).
- Peters, 1877 : Herpetologische Notizen. I. Über die von Spix in Brasilien gesammelten Eidechsen des Königlichen NaturalienKabinets zu München. II. Bemerkungen über neue oder weniger bekannte Amphibien. Monatsberichte der Königlich Preussischen Akademie der Wissenschaften zu Berlin, vol. 1877, p. 407-415, 415-423 (texte intégral).